# Línea Pinto-San Martín de la Vega
La línea Pinto-San Martín de la Vega fue una línea ferroviaria, comercializada como línea C-3a de Cercanías Madrid, que recorría hasta el 4 de abril de 2012 los 15 kilómetros entre las estaciones de Pinto y San Martín de la Vega a lo largo de la Comunidad de Madrid. Discurre por los términos municipales de Pinto, Valdemoro, y San Martín de la Vega, efectuando una parada en Pinto y dos en San Martín de la Vega, una situada a un kilómetro del casco urbano y otra en Parque Warner. Con tan solo estas tres estaciones, fue la línea más corta de todo el núcleo de Cercanías Madrid.

## Historia
La creación de la línea C-3a está íntimamente relacionada con la construcción de un parque temático en la Comunidad de Madrid. Los primeros estudios que proponían la construcción de un monorraíl desde la estación de Valdemoro fueron rechazados por la Consejería de Obras Públicas, y finalmente se optó por construir una nueva línea de Cercanías desde Pinto financiada por la Comunidad de Madrid, para facilitar así el acceso desde la capital. La línea fue inaugurada en abril de 2002, dos días antes de la apertura del Parque Warner Madrid.
Debido a la baja demanda de viajeros que tenía esta línea (una media de 190 al día) el Consorcio Regional de Transportes decidió su cierre definitivo a finales de diciembre de 2011. El ahorro que supondría para las arcas públicas suprimir el ramal que comunicaba Pinto con San Martín de la Vega —con parada intermedia en el parque de atracciones— sería de 3,3 millones de euros al año. El servicio, aseguró un portavoz de la Consejería de Transportes e Infraestructuras, no se reanudaría en primavera con el comienzo de la nueva temporada del Parque Warner Madrid.
A pesar de recogidas de firmas, junto a las protestas vecinales y de los usuarios de Cercanías, en primavera de 2012 se confirmó la baja definitiva del servicio de Cercanías, que tuvo lugar el 4 de abril, planificándose su desmantelamiento para otoño de 2013.
En noviembre del 2013 comenzó a ser desmantelada por completo, siendo ordenado el levantamiento de vías, postes y demás infraestructura por parte de la Comunidad de Madrid a Adif, descartándose definitivamente su posible reapertura en el futuro.
El 5 de noviembre de 2018 se reintrodujo el nombre C-3a para los servicios de la antigua línea C-3 que circulan entre Aranjuez y El Escorial, al mismo tiempo que la línea C-3 se limitaba al trayecto entre Aranjuez y Chamartín. Dicha denominación estuvo vigente hasta enero de 2024, cuando la línea C-3a es sustituida por la línea C-8a. La línea C-3 mantiene su cabecera en Chamartín tras este cambio.
El 29 de septiembre de 2023, la Comunidad de Madrid anunció que restaurará la estación de San Martín de la Vega, debido al peligro que suponen las instalaciones cerradas en abril de 2012, lo primero a realizar será limpiar el aparcamiento, la entrada y toda la estación, si bien esto no se ha confirmado al 100 %.

## Recorrido
La línea C-3a se pensó como un ramal independiente de la C-3, con la que se conectaba en la estación de Pinto. Es por ello que los viajeros procedentes de Atocha-Cercanías debían llegar primero a Pinto y cambiar de andén para efectuar transbordo. Sin embargo, en temporada alta del Parque Warner Madrid se fletaban algunos trenes chárter que, partiendo de Chamartín, realizaban paradas exclusivamente en Nuevos Ministerios, Sol, Atocha-Cercanías, El Casar, Pinto, Parque de Ocio y San Martín de la Vega, sin necesidad de realizar cambio de tren.
El trayecto entre Pinto y San Martín de la Vega se efectuaba en 13 minutos.

## Estaciones
Esta lista es actualizada periódicamente por un bot usando los contenidos de Wikidata, por lo que cualquier cambio manual se perderá.
| Nombre                            | Municipio             | Coordenadas                                                   | Estado | Wikidata  | Commons             | Imagen |
| --------------------------------- | --------------------- | ------------------------------------------------------------- | ------ | --------- | ------------------- | ------ |
| estación de San Martín de la Vega | San Martín de la Vega | 40°13′09″N 3°34′02″O / 40.21913888888889, -3.5673055555555555 |        | Q5645535  |                     |        |
| estación de Parque de Ocio        | San Martín de la Vega | 40°14′02″N 3°35′46″O / 40.23375, -3.596222222222222           |        | Q8841425  |                     |        |
| estación de Pinto                 | Pinto                 | 40°14′34″N 3°42′13″O / 40.2428, -3.70367                      |        | Q10276290 | Pinto train station |        |